# Șerove, Berezivka
Șerove (în ucraineană Шерове) este un sat în comuna Konopleane din raionul Berezivka, regiunea Odesa, Ucraina.

## Demografie
Componența lingvistică a localității Șerove
     Ucraineană (98,64%)
     Alte limbi (1,36%)
Conform recensământului din 2001, majoritatea populației localității Șerove era vorbitoare de ucraineană (98,64%), existând în minoritate și vorbitori de alte limbi.